# Cerro Solo
El Cerro Solo és un gran estratovolcà que es troba a la frontera entre Xile i l'Argentina, entre la regió d'Atacama de Xile i la província argentina de Catamarca, a l'oest de l'Ojos del Salado. El seu cim s'eleva fins als 6.215 msnm. Consta de nou centres eruptius i està cobert de dipòsits de fluxos piroclàstics de riodacita de color clar.
Va ser escalat per primera vegada per Luis Alvarado, Jorge Balastino, Carlos i Oscar Álvarez el 21 de febrer de 1950.